# سیارک ۲۷۸۴۹
سیارک ۲۷۸۴۹ (به انگلیسی: 27849 Suyumbika، نامگذاری:1994UU1) بیست و هفت هزار و هشتصد و چهل و نهمین سیارک کشف شده‌است که در ۲۹ اکتبر ۱۹۹۴ کشف شد.